# Heterorta plutonis
Heterorta plutonis är en fjärilsart som beskrevs av Lucas 1894. Heterorta plutonis ingår i släktet Heterorta och familjen nattflyn. Inga underarter finns listade i Catalogue of Life.